# Каталізаторна отрута
Каталіза́торна отру́та (рос. каталитический яд) — речовини-домішки в реакційному середовищі, які адсорбуються на активних ділянках каталізатора, зменшуючи його каталітичну активність або скорочуючи час дії. Типовими отрутами є сполуки Сульфуру, Арсену та ін.
Переважно дія отрути є необоротною і активність каталізатора повністю відновити не вдається.
Стійкість каталізатора до дії контактних отрут є найважливішим критерієм його застосування у виробництві. Втрата активності відбувається внаслідок часткового або повного виключення активної поверхні каталізатора. При отруєнні контактних мас розрізняють істинне отруєння і блокування. Істинне отруєння наступає при хімічній взаємодії отрути з каталізатором з утворенням каталітично неактивної сполуки. При цьому зростає енергія активації Е. Характер отруєння змінюється зі збільшенням дії отрути на каталізатор.
Ступінь отруєння (У0) дорівнює:
У0 = K0/K, де 
K0 — константа швидкості на отруєному каталізаторі;
K — константа швидкості на неотруєному каталізаторі.

## Інтернет-ресурси
- Chemie für Ingenieure [Архівовано 10 грудня 2021 у Wayback Machine.], von Guido Kickelbick